# 蘇拉穆拉河
42°03′01″N 43°50′10″E / 42.0504°N 43.8361°E

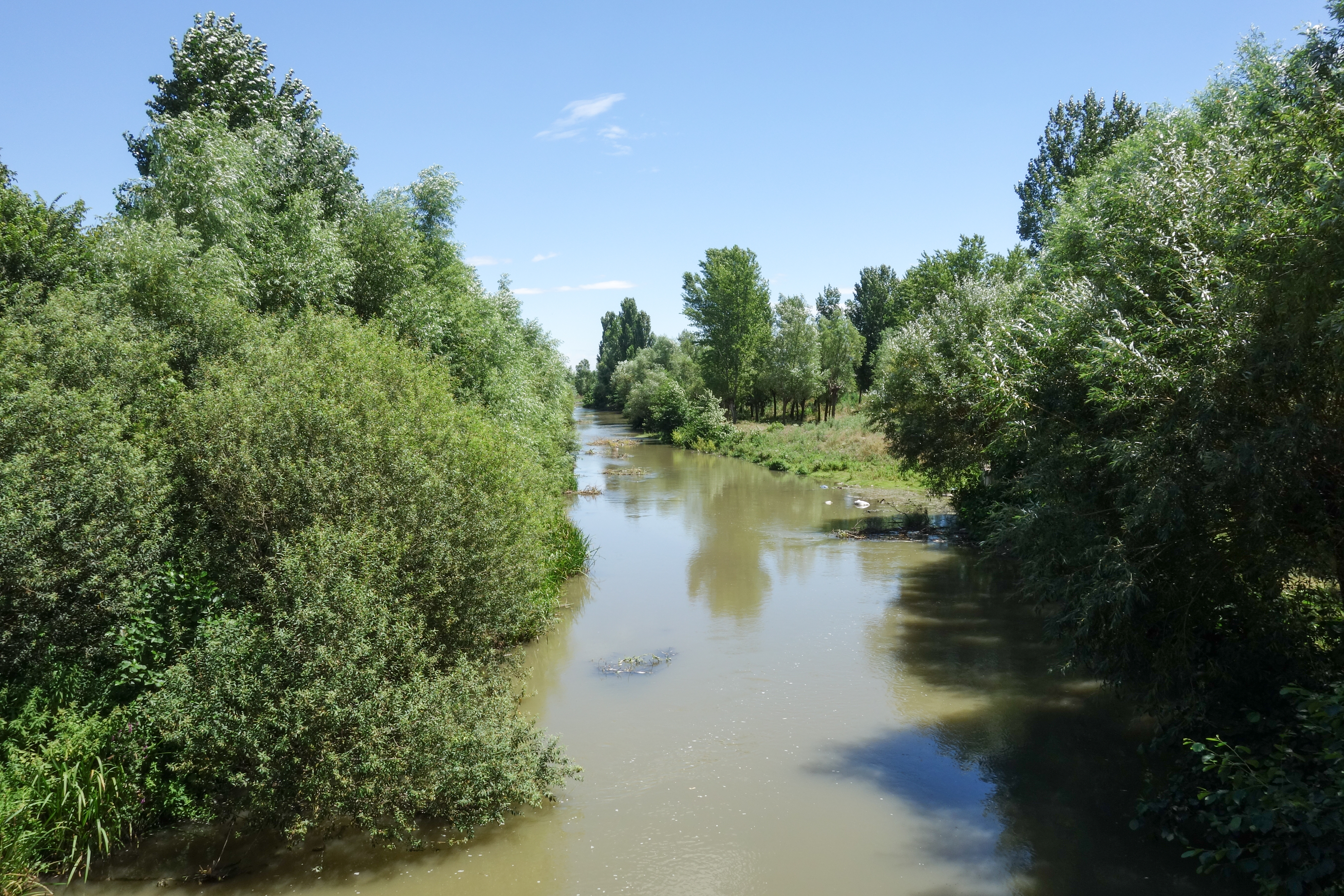

蘇拉穆拉河是格魯吉亞的河流，位於該國中部内卡尔特利大区，河道全長42公里，流域面積719平方公里，發源自蘇拉姆山脈，河水來自融雪、雨水和地下水。